# Eliane Silva
Eliane Silva, (Timóteo, 5 de abril de 1973) nome artístico de Eliane Neves Martins Silva  é uma cantora brasileira de música cristã contemporânea, ligada ao movimento religioso pentecostal.  A cantora já vendeu mais de um milhão e quinhentos mil álbuns.
Já possui mais de trinta anos de carreira solo e uma longa discografia. Em setembro de 2011, após seu contrato com a Sony Music gravou seu primeiro DVD, de título Ao Vivo.[carece de fontes?]

## Biografia
Eliane nasceu em Timóteo, Minas Gerais. Oriunda de família classe média baixa, vinda de berço cristão, ela é a primogênita de quatro irmãos, filha de Antônio e Maria Martins (nome de solteira: Neves); seus pais sempre foram envolvidos no meio musical.
Eliane quando pequena, sempre gostava de cantar, o seu maior sonho era ser uma cantora no meio evangélico; apesar de que ela era muito desafinada. Aos treze anos de idade, Eliane começa a cantar em sua igreja e é convidada a participar de outros cultos que havia em sua região. Ela é casada com Roberto Silva, um produtor musical. Eles tem um filho chamado Carlos Henrique, o único do casal.

### Começo de carreira e dias atuais
Sua carreira começou em 1989, quando lançou o seu álbum de estreia, intitulado O Crente é Diferente, pela gravadora Som e Louvores. Seus álbuns Na Unção, Sobrenatural e É Preciso ter Fé ganharam disco de ouro e platina enquanto o álbum Voz Profética, ganhou só disco de ouro.
Eliane, em 2004, nas gravações do disco "Sobrenatural", sofreu um acidente de carro, que por vários meses teve que usar um colete ortopédico.
Em agosto de 2011, a cantora assinou o contrato com a gravadora multinacional Sony Music Brasil. No mês de dezembro do mesmo ano, Eliane lançou o DVD Ao Vivo com grandes sucessos que marcaram sua carreira ao longo de seus 22 anos no segmento da música gospel brasileira. Este trabalho foi gravado na praia de Camburi em Vitória, no Espírito Santo e se tornou um grande sucesso.[carece de fontes?]
Em 12 de agosto de 2012 foi lançado o videoclipe do single, "Isto é coisa pra Deus", no canal VEVO, se tornando exclusividade no mesmo, conhecido mundialmente por transmitir vídeos de cantores de músicas seculares.
Estava sendo indicada no Troféu Promessas em duas categorias, Melhor DVD/Bluray e Melhor CD Pentecostal. na primeira fase.
Em 2013, Eliane lançou o seu undécimo álbum pela Sony Music, Senhor do Tempo; que foi produzido por dois maestros, Melk Carvalhedo e Paulo César Baruk. A dupla André e Felipe gravaram uma participação especial no novo CD da cantora, na canção "Descansa". Em agosto de 2014 o álbum foi certificado com disco de ouro pelas vendagens de mais de quarenta mil cópias.
Em 7 de dezembro do mesmo ano, Eliane participa do álbum de vídeo da cantora de música cristã Elaine de Jesus, Manifestação da Glória (comemoração dos 20 anos de seu ministério); gravado na Assembleia de Deus do Bom Retiro em São Paulo, Eliane fez dueto com Elaine na canção Salmo 23.[carece de fontes?]
Em 17 de dezembro de 2014, Eliane assina um contrato com a gravadora Som Livre, não renovando seu contrato com a Sony Music Brasil. Lançou na Som Livre, o disco "Aroma da Adoração" em 2015.
Em 2019, após 4 anos sem gravar um álbum inédito, Eliane lança "Reverência". Produção do seu selo Hosana Records.

## Discografia
Álbuns de estúdio
- 1989: O Crente é Diferente
- 1992: Receba Vitória
- 1993: Reencontro
- 1995: Deus da Vitória
- 1997: Sacrifício de Louvor
- 1999: Diante do Trono
- 2001: Na Unção
- 2004: Sobrenatural
- 2006: É Preciso Ter Fé
- 2007: Hosana
- 2008: Voz Profética
- 2010: Fenômeno de Glória
- 2013: Senhor do Tempo
- 2015: Aroma da Adoração
- 2019: Reverência

Outros
- 2004: As 10 Melhores de Eliane Silva
- 2005: Ensinando e aprendendo vol.1
- 2007: As 20 Melhores de Eliane Silva

Álbuns de vídeo
- 2011: Ao Vivo

## Videografia
- 2011: Ao Vivo